# Ласо Прието, Хосе Мария
Хосе Мария Ласо Прието (исп. José María Laso Prieto, 8 декабря 1926 — 21 декабря 2009) — испанский философ-коммунист, политический заключённый во времена франкизма, член ЦК Коммунистической партии Испании и популяризатор трудов Антонио Грамши в Испании.